# Samuel Curry
Samuel Curry (1 de septiembre de 1993) es un deportista británico que compite en pentatlón moderno.
En los Juegos Europeos de Cracovia 2023 consiguió una medalla de bronce en la prueba de relevo mixto. Ganó dos medallas de bronce en el Campeonato Europeo de Pentatlón Moderno, en los años 2013 y 2014.

## Medallero internacional
| Juegos Europeos    | Juegos Europeos          | Juegos Europeos   | Juegos Europeos |
| Año                | Lugar                    | Medalla           | Competición     |
| ------------------ | ------------------------ | ----------------- | --------------- |
| 2023               | Cracovia (Polonia)       | Medalla de bronce | Relevo mixto    |
| Campeonato Europeo |                          |                   |                 |
| Año                | Lugar                    | Medalla           | Competición     |
| 2013               | Drzonów (Polonia)        | Medalla de bronce | Relevo          |
| 2014               | Székesfehérvár (Hungría) | Medalla de bronce | Relevo          |